# Linzeux
Linzeux est une commune française située dans le département du Pas-de-Calais en région Hauts-de-France. Ses habitants sont appelés les Linzois. La commune est membre de la communauté de communes du Ternois.

## Géographie

### Localisation
Localisée dans le sud du département du Pas-de-Calais, Linzeux est une commune située, à vol d'oiseau, à 10 km au sud-ouest de la commune de Saint-Pol-sur-Ternoise (aire d'attraction) et à 40 km au nord-ouest de la commune d’Arras (chef-lieu d'arrondissement et préfecture du Pas-de-Calais).
Le territoire de la commune est limitrophe de ceux de cinq communes.
Les communes limitrophes sont Œuf-en-Ternois, Blangerval-Blangermont, Fillièvres, Guinecourt et Willeman.

### Géologie et relief
La superficie de la commune est de 4,71 km2 ; son altitude varie de 63  à   121 m.

### Hydrographie
La commune est située dans le bassin Artois-Picardie. Elle n'est drainée par aucun cours d'eau,.

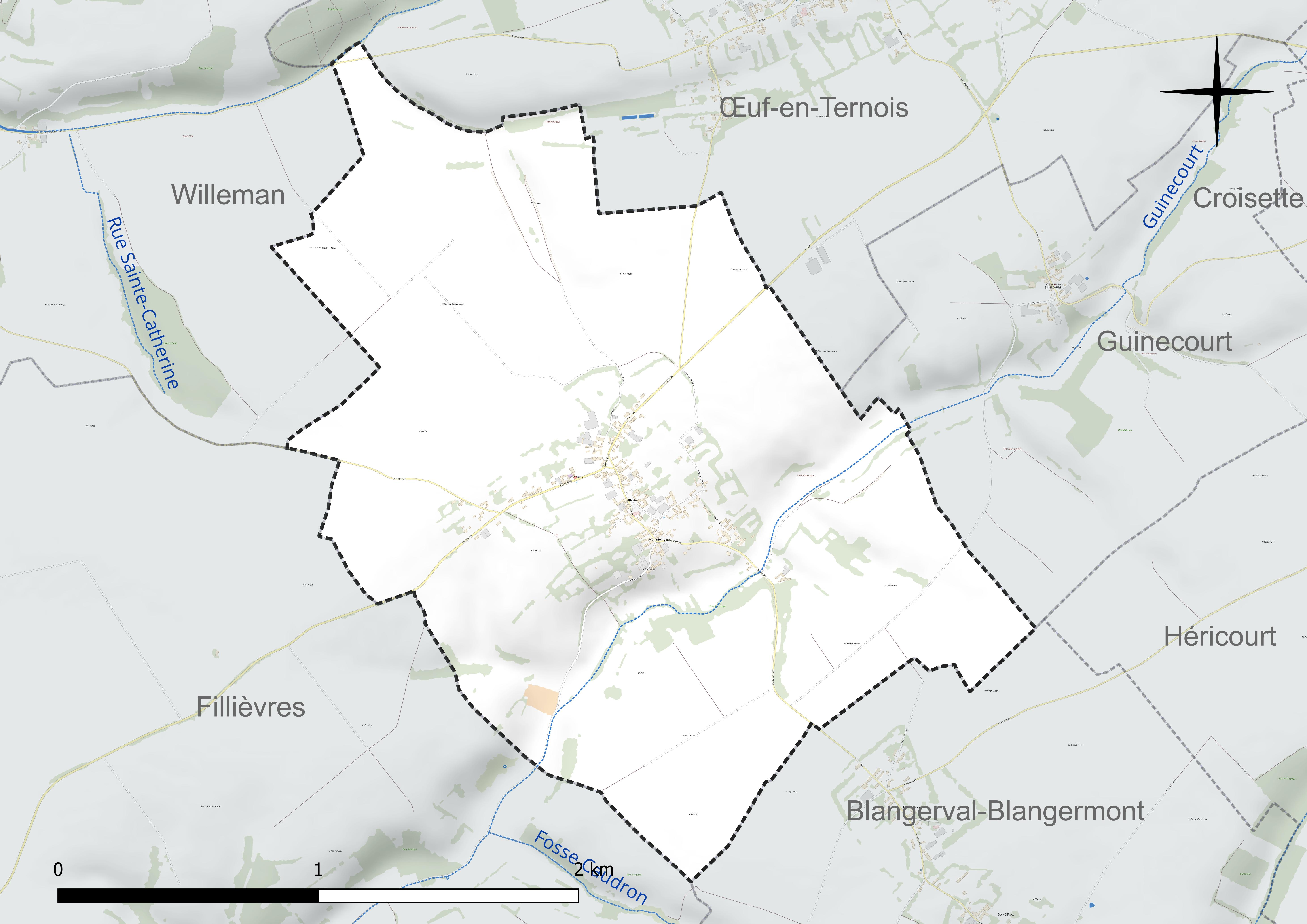
Réseau hydrographique de Linzeux.

### Climat
Pour des articles plus généraux, voir Climat des Hauts-de-France et Climat du Pas-de-Calais.
En 2010, le climat de la commune est de type climat océanique altéré, selon une étude du CNRS s'appuyant sur une série de données couvrant la période 1971-2000. En 2020, Météo-France publie une typologie des climats de la France métropolitaine dans laquelle la commune est exposée à un climat océanique et est dans la région climatique Côtes de la Manche orientale, caractérisée par un faible ensoleillement (1 550 h/an) ; forte humidité de l'air (plus de 20 h/jour avec humidité relative > 80 % en hiver), vents forts fréquents.
Pour la période 1971-2000, la température annuelle moyenne est de 10,2 °C, avec une amplitude thermique annuelle de 13,8 °C. Le cumul annuel moyen de précipitations est de 870 mm, avec 13,4 jours de précipitations en janvier et 9 jours en juillet. Pour la période 1991-2020, la température moyenne annuelle observée sur la station météorologique la plus proche, située sur la commune de Humières à 5 km à vol d'oiseau, est de 10,9 °C et le cumul annuel moyen de précipitations est de 856,9 mm,. Pour l'avenir, les paramètres climatiques de la commune estimés pour 2050 selon différents scénarios d'émission de gaz à effet de serre sont consultables sur un site dédié publié par Météo-France en novembre 2022.
| Mois                                  | jan.           | fév.           | mars          | avril         | mai           | juin          | jui.          | août          | sep.          | oct.          | nov.          | déc.           | année      |
| ------------------------------------- | -------------- | -------------- | ------------- | ------------- | ------------- | ------------- | ------------- | ------------- | ------------- | ------------- | ------------- | -------------- | ---------- |
| Température minimale moyenne (°C)     | 1,6            | 1,6            | 3,5           | 5,6           | 8,1           | 11,2          | 13,1          | 13,3          | 11            | 8,6           | 5,2           | 2,7            | 7,1        |
| Température moyenne (°C)              | 4              | 4,3            | 7             | 10,3          | 12,7          | 16            | 18,1          | 18            | 15,4          | 11,9          | 7,8           | 5,1            | 10,9       |
| Température maximale moyenne (°C)     | 6,4            | 6,9            | 10,6          | 15            | 17,4          | 20,7          | 23            | 22,8          | 19,8          | 15,2          | 10,3          | 7,5            | 14,6       |
| Record de froid (°C) date du record   | −12,5 18.01.13 | −13,9 04.02.12 | −8,5 13.03.13 | −2,7 07.04.21 | −0,8 08.05.10 | 3,8 05.06.12  | 7 03.07.11    | 7 24.08.14    | 3,1 30.09.18  | −0,9 21.10.10 | −5,8 29.11.10 | −12,1 18.12.10 | −13,9 2012 |
| Record de chaleur (°C) date du record | 14,6 01.01.22  | 17,8 26.02.19  | 23,1 31.03.21 | 25,8 23.04.11 | 27,4 26.05.18 | 33,5 18.06.22 | 40,6 25.07.19 | 36,7 09.08.20 | 32,7 09.09.23 | 28,5 01.10.11 | 20,2 07.11.15 | 15,6 30.12.22  | 40,6 2019  |
| Précipitations (mm)                   | 76,7           | 66,2           | 58,9          | 44,2          | 55,2          | 56,9          | 66            | 75,7          | 63,8          | 88,8          | 103,6         | 100,9          | 856,9      |

### Paysages
Pour un article plus général, voir Paysage en France.
La commune s'inscrit dans les « paysages du Ternois » tels qu'ils sont définis dans l'atlas de paysages de la région Nord-Pas-de-Calais, conçu par la direction régionale de l'Environnement, de l'Aménagement et du Logement (DREAL),.
Ces paysages, qui concernent 138 communes avec trois pôles d'attraction que sont Hesdin à l'ouest, Saint-Pol-sur-Ternoise à l'est et, dans une moindre mesure, Frévent en lisière sud, sont délimités par deux cours d'eau : la Canche au Sud et la Ternoise au Nord. Ces paysages sont composés de plateaux, de vallées et de bocages. Les plateaux du Ternois montrent une structure tabulaire assez plane et une altitude assez régulière avec des points culminants entre 150  à   160 m.
Le territoire d'une vingtaine de kilomètres du Nord au Sud et d'Est en Ouest, est traversé par la D 939 reliant Saint-Pol-sur-Ternoise à Hesdin, par la D 912 entre Saint-Pol-sur-Ternoise et Frévent et par la ligne ferroviaire de Saint-Pol-sur-Ternoise à Étaples dans la vallée de la Canche. La position excentrée, en l'absence de grands axes autoroutiers ou ferrés structurants, a permis au Ternois de conserver un caractère rural et une certaine qualité de paysage.
Au niveau de l'occupation des sols, les surfaces cultivées sont omniprésentes sur les plateaux, avec majoritairement la culture de la betterave et de la pomme de terre, et représentent près de 72 % de la surface totale de ces paysages du Ternois, les espaces artificialisés, cantonnés dans les fonds de vallée, représentent 13 % et les surfaces boisées, présentes dans les deux principales vallées de la Ternoise et de la Canche, ne représentent que 6 %.

### Milieux naturels et biodiversité

#### Zone naturelle d'intérêt écologique, faunistique et floristique
L'inventaire des zones naturelles d'intérêt écologique, faunistique et floristique (ZNIEFF) a pour objectif de réaliser une couverture des zones les plus intéressantes sur le plan écologique, essentiellement dans la perspective d'améliorer la connaissance du patrimoine naturel national et de fournir aux différents décideurs un outil d'aide à la prise en compte de l'environnement dans l'aménagement du territoire.
Le territoire communal comprend une ZNIEFF de type 2 : la haute vallée de la Canche et ses versants en amont de Sainte-Austreberthe qui se situe dans le pays du Ternois. Il offre un relief de coteau abrupt au Nord et des pentes douces au Sud. Le fond de vallée est constitué de pâturages et de zones de cultures. Les versants les plus pentus et inaccessibles accueillent des boisements.

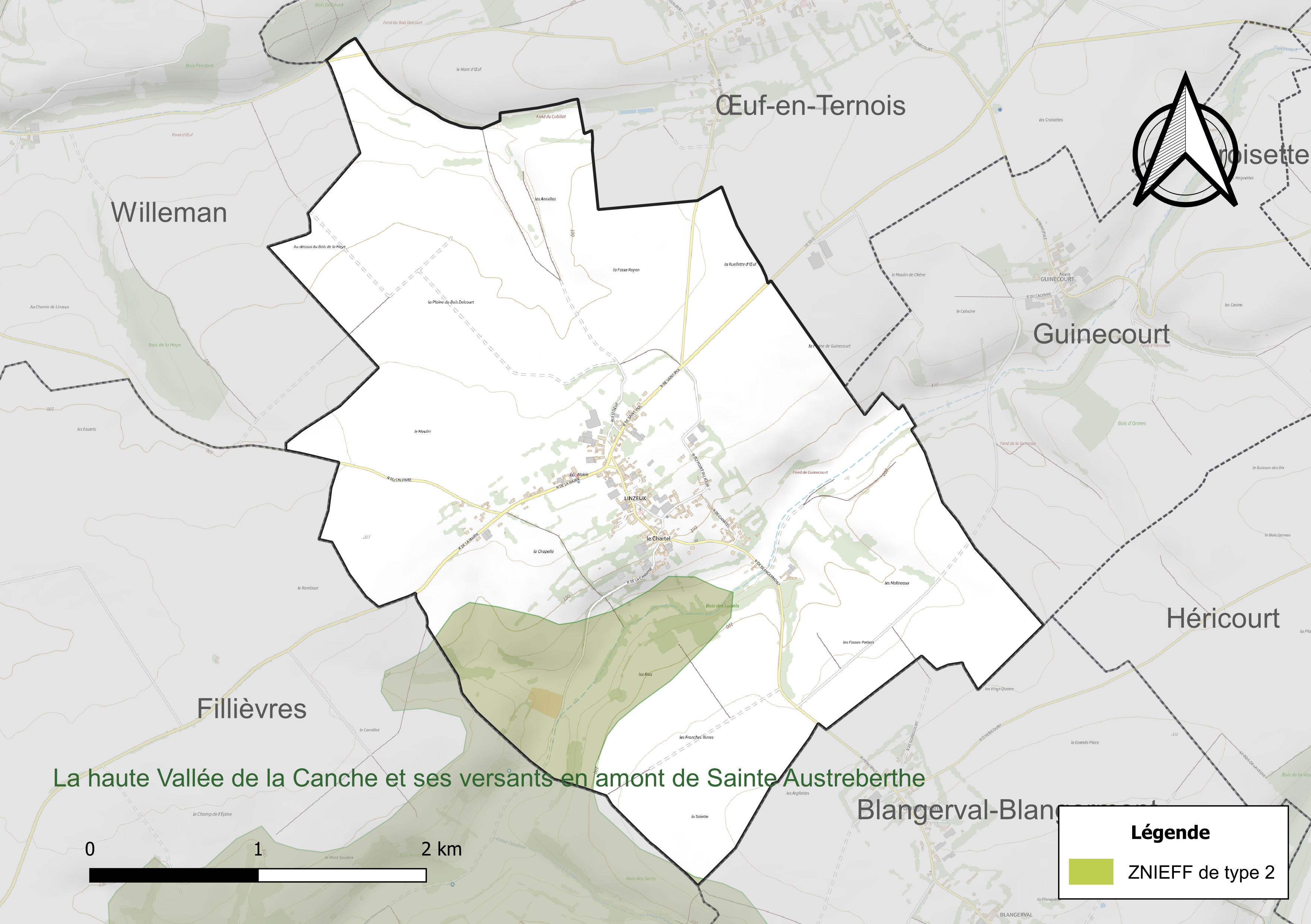
Carte de la ZNIEFF sur la commune.

#### Espèces faunistiques et floristiques
L'Inventaire national du patrimoine naturel (INPN) recense plusieurs espèces faunistiques et floristiques sur le territoire de la commune dont certaines sont protégées et d'autres menacées et quasi-menacées.

## Urbanisme

### Typologie
Au 1er janvier 2024, Linzeux est catégorisée commune rurale à habitat dispersé, selon la nouvelle grille communale de densité à sept niveaux définie par l'Insee en 2022.
Elle est située hors unité urbaine. Par ailleurs la commune fait partie de l'aire d'attraction de Saint-Pol-sur-Ternoise, dont elle est une commune de la couronne,. Cette aire, qui regroupe 72 communes, est catégorisée dans les aires de moins de 50 000 habitants,.

### Occupation des sols
L'occupation des sols de la commune, telle qu'elle ressort de la base de données européenne d'occupation biophysique des sols Corine Land Cover (CLC), est marquée par l'importance des territoires agricoles (93,6 % en 2018), une proportion identique à celle de 1990 (93,6 %). La répartition détaillée en 2018 est la suivante : 
terres arables (70,9 %), prairies (22,7 %), zones urbanisées (6,3 %), forêts (0,1 %). L'évolution de l'occupation des sols de la commune et de ses infrastructures peut être observée sur les différentes représentations cartographiques du territoire : la carte de Cassini (XVIIIe siècle), la carte d'état-major (1820-1866) et les cartes ou photos aériennes de l'IGN pour la période actuelle (1950 à aujourd'hui).

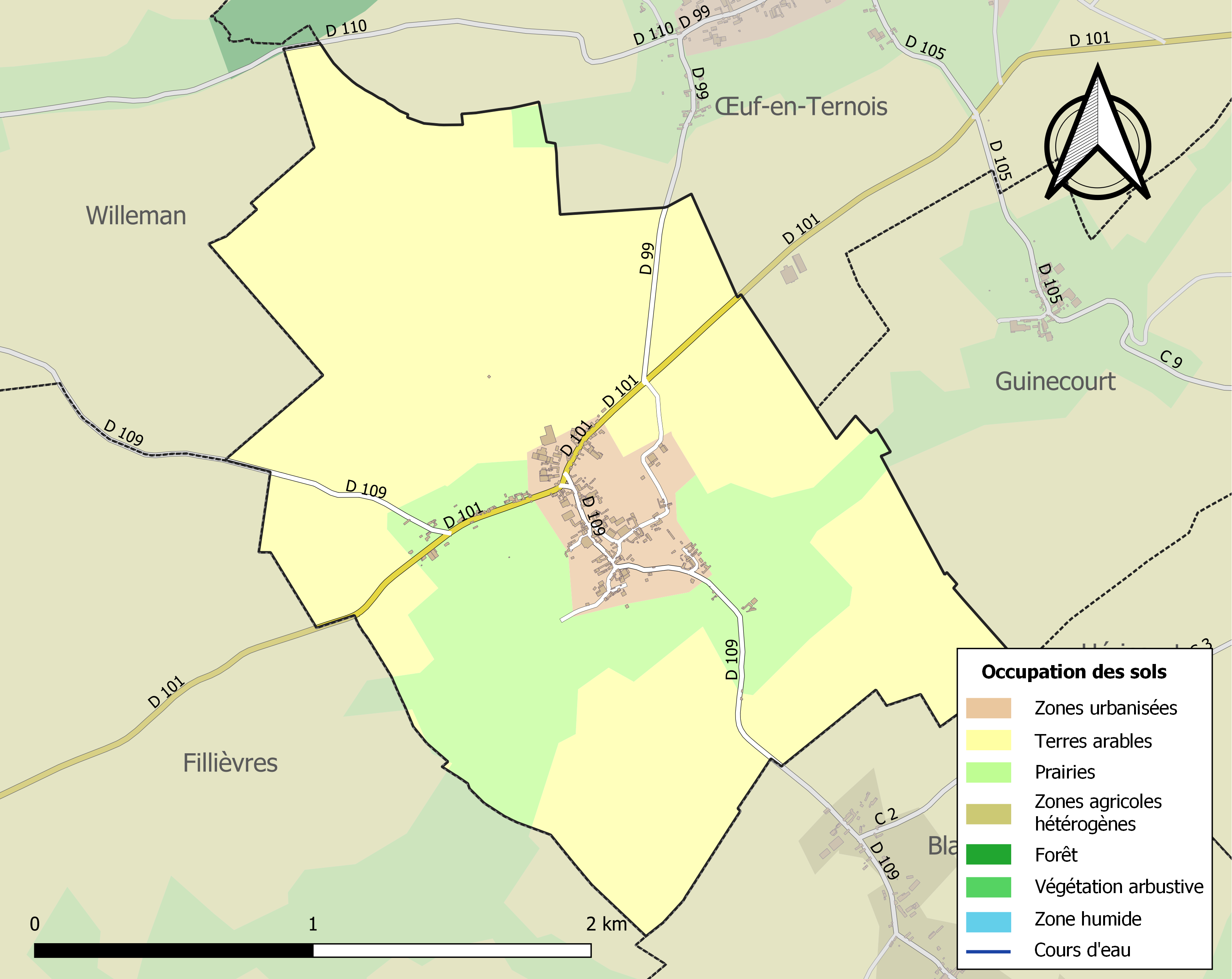
Carte des infrastructures et de l'occupation des sols de la commune en 2018 (CLC).

## Toponymie
Le nom de la localité est attesté sous les formes Letsales (869) ; Lensales (875) ; Lentsales (891) ; Lenseues (1152) ; Lenzeus (1178) ; Lenzels (XIIe siècle) ; Lenseus (1293) ; Lenzeux (XIVe siècle) ; Lenzeulz (1559) ; Lenzeuz (XVIIIe siècle).
Du germanique linde « tilleul » et sal, seli « demeure seigneuriale » au pluriel.

## Histoire
Avant la Révolution française, Linzeux est le siège d'une seigneurie.
En 1209, l'évêque de Thérouanne, Jean, déclare que le chevalier Mathieu de Squerda (Esquerdes) et sa femme Mabilie ont vendu au chapitre de Thérouanne l'autel de Lenseus (Linzeux), les dîmes et les demeures voisines du cimetière moyennant 27 marcs parisis et l'annulation d'un cens annuel de 5 sous, dû au chapitre.

### Seigneurs de Linzeux
- Jean Le Merchier est seigneur de Linzeux au XVIe siècle. Il est le fils d'Antoine Ier Le Merchier, seigneur de Sains et petit-fils de Jacques le Merchier anobli en 1472 pour services rendus aux ducs de Bourgogne Philippe le Bon et Charles le Téméraire. La famille a pour armes « De gueules à trois tours d'argent »[21].
- Hugues Le Merchier, fils de Jean, est seigneur de Linzeux et d'Humerœuil, héraut d'armes auprès du conseil privé de Malines et d'Artois pour la noblesse de ce pays. Hugues a eu plusieurs descendants mâles dont Antoine II et Charles.
- Antoine II le Merchier, fils d'Hugues, est seigneur de Linzeux et d'Humerœuil, conseiller au Conseil provincial d'Artois, puis maître des requêtes du roi d'Espagne Philippe IV, conseiller au Grand conseil de Malines en 1654[23]. Sa descendance détient la seigneurie de Criminil sur Estrée-Blanche[21]. Son frère Charles François a fourni les preuves de la noblesse de la famille devant Charles d'Hozier auteur l' Armorial général de France[21].

### Première Guerre mondiale
Pendant la Première Guerre mondiale, après la bataille de l'Artois (mai-juin 1915), entre le 26 juin 1915 et le 2 juillet 1915, plusieurs communes proches de Saint-Pol-sur-Ternoise, en arrière du front, (Croisette, Wignacourt (dépend de Croisette), Guinecourt, Siracourt, Linzeux, ont servi de lieux de cantonnement pour les troupes (récupération, marches, exercices divers, tirs, lancers de grenade, ... D'autres troupes ont séjourné sur la  commune en décembre 1915.

## Politique et administration

### Découpage territorial
La commune se trouve dans l'arrondissement d'Arras du département du Pas-de-Calais.

#### Commune et intercommunalités
La commune faisait partie de la communauté de communes du Saint-Polois créée fin 1995.
Dans le cadre de la réforme des collectivités territoriales françaises, par la loi de réforme des collectivités territoriales du 16 décembre 2010 (dite loi RCT)  destinée à permettre notamment l'intégration de la totalité des communes dans un EPCI à fiscalité propre, la suppression des enclaves et discontinuités territoriales et les modalités de rationalisation des périmètres des établissements publics de coopération intercommunale et des syndicats mixtes existants, cette intercommunalité fusionne avec sa voisine, la communauté de communes du pays d'Heuchin, formant le 1er janvier 2013 la communauté de communes des Vertes Collines du Saint-Polois.
Un nouveau mouvement de regroupement intercommunal intervient dans le cadre des dispositions de la loi portant nouvelle organisation territoriale de la République (Loi NOTRe) du 7 août 2015, qui prévoit que les établissements publics de coopération intercommunale (EPCI) à fiscalité propre doivent avoir un minimum de 15 000 habitants. À l'initiative des intercommunalités concernées, la commission départementale de coopération intercommunale (CDCI) adopte le 26 février 2016 le principe de la fusion de : 

- la communauté de communes de l'Auxillois, regroupant 16 communes dont une de la Somme et 5 217 habitants ;

- la communauté de communes de la région de Frévent, regroupant 12 communes et 6 567 habitants ;

- de la communauté de communes des Vertes Collines du Saint-Polois, regroupant 58 communes et 19 585 habitants

- de la communauté de communes du Pernois, regroupant 18 communes et 7 114 habitants. Le schéma départemental de coopération intercommunale (SDCI), intégrant notamment cette évolution, est approuvé par un arrêté préfectoral du 30 mars 2016,.
La communauté de communes du Ternois, qui résulte de cette fusion et dont la commune fait désormais partie, est créée par un arrêté préfectoral qui a pris effet le 1er janvier 2017. La communauté de communes du Ternois regroupe 103 communes et compte 37 469 habitants en 2021.

#### Circonscriptions administratives
La commune fait partie  du canton de Saint-Pol-sur-Ternoise,. Dans le cadre du redécoupage cantonal de 2014 en France, la composition de ce canton est modifiée et regroupe désormais 88 communes, dont Linzeux.

#### Circonscriptions électorales
Pour l'élection des députés, la commune fait partie de la première circonscription du Pas-de-Calais.

### Élections municipales et communautaires

#### Liste des maires
| Période                                  | Période                    | Identité             | Étiquette | Qualité                                               |
| ---------------------------------------- | -------------------------- | -------------------- | --------- | ----------------------------------------------------- |
| Les données manquantes sont à compléter. |                            |                      |           |                                                       |
|                                          | 1808                       | Louis-Joseph Mailly  |           |                                                       |
| 1808                                     | 1830                       | Augustin Coulogne    |           |                                                       |
| 1830                                     | 1845                       | Pascal Lesot         |           |                                                       |
| 1845                                     | 1848                       | Joseph Warambourg    |           |                                                       |
| 1848                                     | 1851                       | Jean-Baptiste Bailly |           |                                                       |
| 1851                                     | 1857                       | François Dupont      |           |                                                       |
| 1857                                     | 1870                       | Jean-Baptiste Bailly |           |                                                       |
| 1870                                     | 1871                       | Louis Dupont         |           |                                                       |
| 1871                                     | 1874                       | Jules Roussel        |           |                                                       |
| 1874                                     | 1877                       | Jean-Baptiste Bailly |           |                                                       |
| 1877                                     | 1877                       | François Dupont      |           |                                                       |
| 1877                                     | 1881                       | Jules Roussel        |           |                                                       |
| 1881                                     | 1884                       | Cléophas Lemaire     |           |                                                       |
| 1884                                     | 1891                       | François Dupont      |           |                                                       |
| Les données manquantes sont à compléter. |                            |                      |           |                                                       |
| mars 2001                                | 2008                       | Michel Bouchart      |           |                                                       |
| mars 2008                                | mars 2020                  | Raymond Hochart      |           | Chauffeur poids lourd Réélu pour le mandat 2014-2020, |
| mars 2020                                | En cours (au 25 mars 2022) | Jean-Noël Fourdinier |           | Agriculteur,                                          |

## Équipements et services publics

### Équipements municipaux
La commune s'est dotée en 2015 d'une salle multifonctions ainsi que d'une garderie scolaire attenante à l'école.

## Population et société

### Démographie
Les habitants sont appelés les Linzois.

#### Évolution démographique
L'évolution du nombre d'habitants est connue à travers les recensements de la population effectués dans la commune depuis 1793. Pour les communes de moins de 10 000 habitants, une enquête de recensement portant sur toute la population est réalisée tous les cinq ans, les populations de référence des années intermédiaires étant quant à elles estimées par interpolation ou extrapolation. Pour la commune, le premier recensement exhaustif entrant dans le cadre du nouveau dispositif a été réalisé en 2005.

En 2022, la commune comptait 172 habitants, en évolution de +10,26 % par rapport à 2016 (Pas-de-Calais : −0,72 %, France hors Mayotte : +2,11 %).
| 1793 | 1800 | 1806 | 1821 | 1831 | 1836 | 1841 | 1846 | 1851 |
| ---- | ---- | ---- | ---- | ---- | ---- | ---- | ---- | ---- |
| 365  | 362  | 348  | 415  | 396  | 415  | 376  | 432  | 395  |

| 1856 | 1861 | 1866 | 1872 | 1876 | 1881 | 1886 | 1891 | 1896 |
| ---- | ---- | ---- | ---- | ---- | ---- | ---- | ---- | ---- |
| 408  | 416  | 417  | 405  | 377  | 400  | 394  | 412  | 364  |

| 1901 | 1906 | 1911 | 1921 | 1926 | 1931 | 1936 | 1946 | 1954 |
| ---- | ---- | ---- | ---- | ---- | ---- | ---- | ---- | ---- |
| 360  | 316  | 325  | 267  | 268  | 250  | 247  | 235  | 221  |

| 1962 | 1968 | 1975 | 1982 | 1990 | 1999 | 2005 | 2006 | 2010 |
| ---- | ---- | ---- | ---- | ---- | ---- | ---- | ---- | ---- |
| 223  | 193  | 177  | 157  | 150  | 148  | 148  | 149  | 165  |

| 2015 | 2020 | 2022 | - | - | - | - | - | - |
| ---- | ---- | ---- | - | - | - | - | - | - |
| 158  | 171  | 172  | - | - | - | - | - | - |

#### Pyramide des âges
En 2018, le taux de personnes d'un âge inférieur à 30 ans s'élève à 35,1 %, soit en dessous de la moyenne départementale (36,7 %). À l'inverse, le taux de personnes d'âge supérieur à 60 ans est de 26,9 % la même année, alors qu'il est de 24,9 % au niveau départemental.
En 2018, la commune comptait 76 hommes pour 83 femmes, soit un taux de 52,20 % de femmes, légèrement supérieur au taux départemental (51,50 %).
Les pyramides des âges de la commune et du département s'établissent comme suit.
| Hommes | Classe d’âge | Femmes |
| ------ | ------------ | ------ |
| 2,4    | 90 ou +      | 1,1    |
| 2,4    | 75-89 ans    | 7,9    |
| 23,2   | 60-74 ans    | 16,9   |
| 26,8   | 45-59 ans    | 24,7   |
| 12,2   | 30-44 ans    | 12,4   |
| 15,9   | 15-29 ans    | 16,9   |
| 17,1   | 0-14 ans     | 20,2   |

| Hommes | Classe d’âge | Femmes |
| ------ | ------------ | ------ |
| 0,5    | 90 ou +      | 1,6    |
| 5,6    | 75-89 ans    | 8,9    |
| 16,7   | 60-74 ans    | 18,1   |
| 20,2   | 45-59 ans    | 19,2   |
| 18,9   | 30-44 ans    | 18,1   |
| 18,2   | 15-29 ans    | 16,2   |
| 19,9   | 0-14 ans     | 17,9   |

### Manifestations culturelles et festivités
La fête communale et la brocante ont lieu le 14 juillet.

## Culture locale et patrimoine

### Lieux et monuments

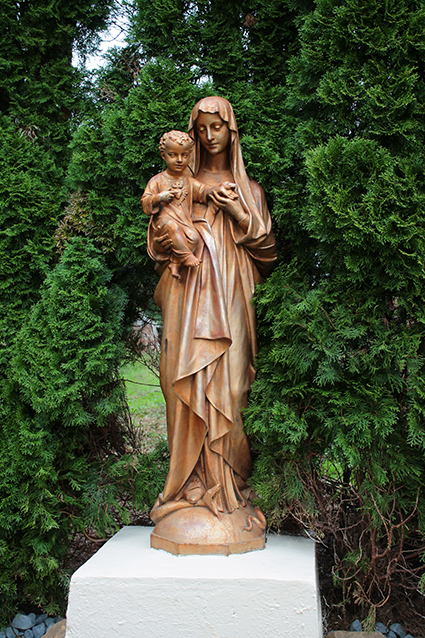
La Vierge à l'enfant.

- La Vierge à l'enfant
- Le monument aux morts[47].

### Héraldique
|  | Les armes de la ville se blasonnent ainsi : de contre-vair, au franc-canton d'azur chargé d'une escarboucle fleurdelysée d'argent. |

## Pour approfondir

#### Bases de données, dictionnaires et encyclopédies
- Ressources relatives à la géographie :   - Insee (communes)
  - Ldh/EHESS/Cassini
- Ressource relative à plusieurs domaines :   - Annuaire du service public français
- Notices d'autorité :   - BnF (données)

#### Autres liens externes
- Dossier de la commune sur le site de l'Insee[Note 6], [lire en ligne]
- La commune sur le site des archives départementales du Pas-de-Calais, [lire en ligne]
- La commune sur Remonter le temps, sur le site de l'IGN,  [lire en ligne][Note 7]
- « Linzeux » sur Géoportail.